# Psicología del trabajo y de las organizaciones

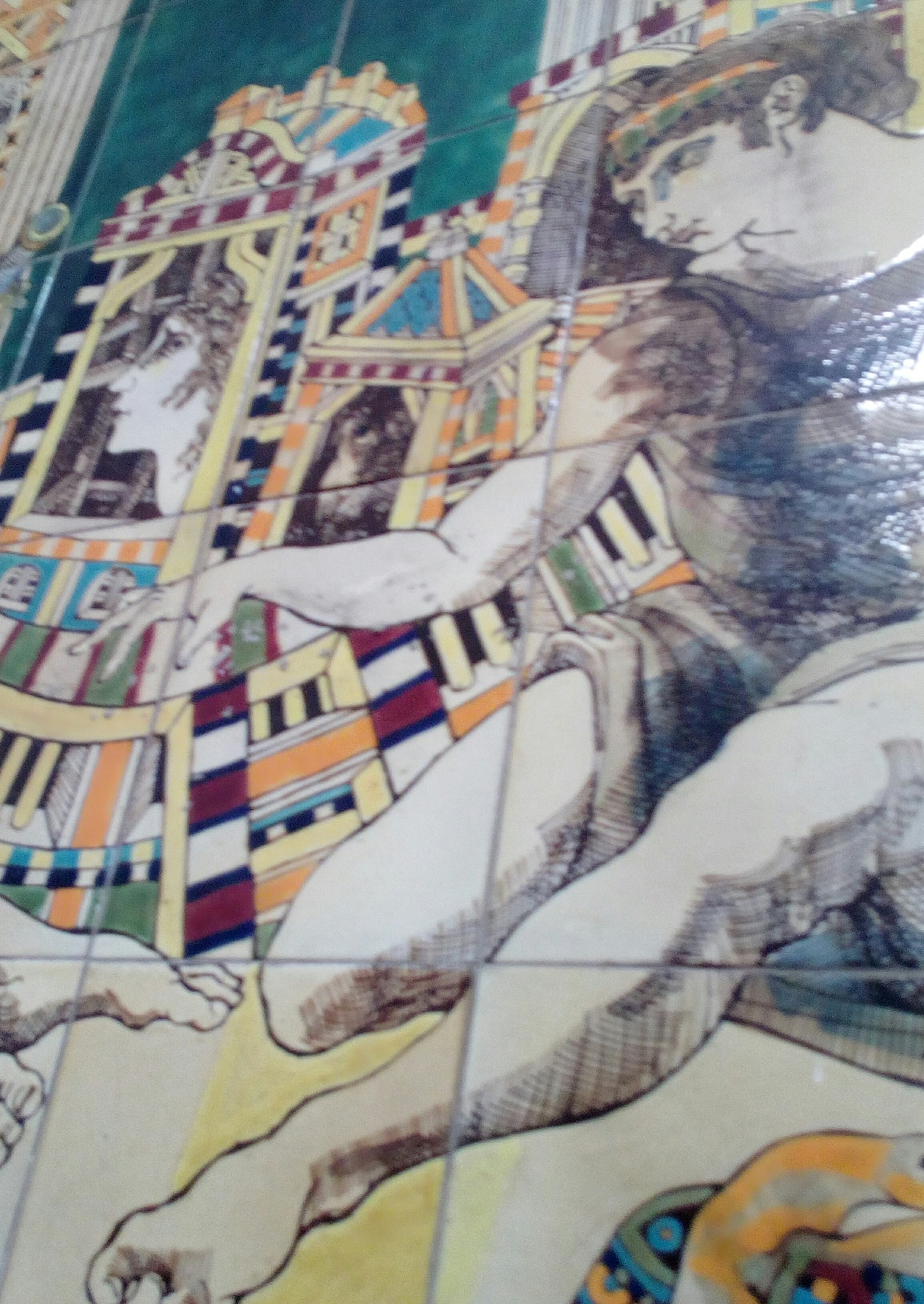
Psicología del Trabajo y de las Organizaciones

La Psicología de las Organizaciones se puede definir como una disciplina desde la que se pretende arrojar luz sobre las peculiaridades y características del comportamiento que las personas desarrollan en uno de los ámbitos sociales más característicos y representativos de la sociedad contemporánea: la organización.
La psicología del trabajo y de las organizaciones es un área especializada de la psicología cuyos antecedentes son la psiquiatría, la neurología, la economía, psicología industrial y la psicología social. Es una disciplina científica que estudia la conducta del ser humano y sus experiencias en el contexto del trabajo y la organización desde una perspectiva individual, grupal y organizacional. Tiene por objetivo describir, explicar y predecir estas conductas, pero también resolver problemas concretos que aparecen en estos contextos. Su finalidad principal se resume en dos: mejorar el rendimiento y la productividad así como potenciar el desarrollo personal y la calidad de vida laboral de los empleados en el trabajo. De este modo la psicología del trabajo y de las organizaciones intenta conocer, describir, evaluar y diagnosticar diferentes aspectos de la organización, como su estructura, clima, cultura, sus sistemas sociales y sus procesos. En los procesos sociales cabe señalar el poder, influencia, cultura, dirección y negociación, que juntan lo social y lo organizacional dentro de la entidad organizacional, como aspectos en los cuales se interesa la psicología organizacional.
Asimismo, aunque haya una estrecha relación entre la psicología del trabajo y la de las organizaciones, también existen algunas diferencias. Por su parte, la psicología del trabajo, se preocupa de la actividad concreta de cada trabajador y se interesa más por el tipo de tareas que tiene, el ambiente laboral, los horarios laborales, la carga de trabajo, conflictos de rol, el síndrome de desgaste profesional o burn out y el error del trabajador. Mientras que la psicología de las organizaciones tiene un enfoque más amplio y estudia más allá del trabajador: la organización en la que está inmerso y su relación con ésta. Ambas perspectivas se consideran complementarias para entender la conducta de los trabajadores en sus empresas y cada una se centra en unos objetos de estudio.

## Líneas de desarrollo
Existen perspectivas críticas a los primeros desarrollos e intervenciones por considerarlos orientados a contribuir con los empresarios para elevar el rendimiento de la fuerza de trabajo y lograr objetivos de productividad. Dichas perspectivas introducen dimensiones novedosas que proponen diferentes caminos de desarrollo.
Se pueden identificar al menos seis caminos para el ejercicio crítico de la relación que mantiene la psicología con el trabajo:
1. Se concentra en la visión instrumental de la psicología industrial, organizacional, ocupacional o del trabajo, y examina sus aplicaciones con el objetivo de proponer una serie de cambios o transformaciones para mejorarla. Propone el desarrollo de herramientas científicas con sustento teórico, y un horizonte ético de actuación profesional libre de prejuicios. De este modo, de la aplicación de los instrumentos psicológicos se produzca una justa movilidad social basada en las capacidades y el desempeño de los trabajadores.
2. Toma como base las carencias que tiene la psicología para así proponer una serie de contra-psicologías que puedan llegar a suplantar a la psicología hegemónica o convencional. Se trata de una serie de propuestas de diversos enfoques, que tienen en común el interés de diferenciarse a partir de una mayor rigurosidad y pertinencia, tanto académica, científica y política para entender los fenómenos del trabajo al considerar nuevos temas, otras categorías y distintos abordajes. Consideran en su agenda una variedad de temas que la psicología convencional desestima: el trabajo de las economías solidarias, la salud de los trabajadores, la brecha de género, las relaciones de poder, entre otros.
3. El tercer camino señala el carácter ideológico de la psicología del trabajo. Propone fundamentos epistemológicos de corte marxista para analizar la naturaleza del conocimiento psicológico hegemónico y de las implicaciones políticas que guarda su aplicación, y considera a la psicología del trabajo una especie de pseudociencia.
4. Esta orientación crítica a la psicología convencional considera que la relación entre la psicología y el trabajo se articula alrededor de la producción de la subjetividad y de gobierno del mundo laboral. Entiende que la psicologización del mundo laboral impide dar lugar a otros modos de pensar e intervenir, ocultando la naturaleza social de los problemas laborales.[8]
5. El último camino examina el lugar de la psicología del trabajo en relación con las geopolíticas del conocimiento.La crítica a las relaciones geopolíticas del conocimiento psicológico apunta a la forma en que se busca una verdad psicológica universal a través de estudios en diferente países, en condiciones distintas tanto socioculturales como económicas. La traducción de instrumentos psicológicos generados en unos países, y la extrapolación de resultados a regiones o situaciones laborales diferentes a las de origen, tiende a borrar las circunstancias y lógicas particulares de los contextos de trabajo.
6. Finalmente, el sexto camino apreciado integra clara y decididamente el quehacer laboral con el desarrollo psicosocial del trabajador, otorgando a —la experiencia laboral— y a la estructura y características de la organización de empleo un rol fundamental en el desarrollo de la vida de los individuos.

El valor de la estructura de la organización es detectado a partir del Instituto Tavistock de Londres institución clínica que a partir de la Segunda Guerra Mundial dedica un área al estudio de las relaciones humanas en las organizaciones laborales, llevando a cabo un quehacer de investigación-acción en las intervenciones que realizan en la empresas europeas, con el propósito de contribuir al desarrollo de su productividad.
Dentro de los desarrollos críticos latinoamericanos, se encuentran los trabajos teórico-metodológicos dentro del marco referencial de la Psicología Social de las Organizaciones. Tiene por objeto indagar en las interacciones entre los individuos, donde los vínculos expresan la dialéctica necesidad – satisfacción que los sujetos llevan a la organizaciones, en virtud del rol que asumen en ella. Además, estudia las organizaciones como dominios fenoménicos de dichas interacciones específicas, donde se juega también una dialéctica entre instituido e instituyente.

## Historia
La psicología históricamente ha sido un arte, un sistema filosófico y una ciencia. En la historia el trabajo fue principalmente de caza, pesca y recolección; luego, implicó un proceso agropecuario, industrial y tecnológico. Es decir, que la historia de la psicología es inherente a la evolución del ser humano como especie.
Inicialmente conocida como "Psicología Industrial", los primeros antecedentes en Europa se podrían atribuir a Juan Huarte de San Juan, en su libro "El examen de los ingenios para las ciencias" publicado en 1575.
Actualmente, se entiende a la Psicología en este contexto como el resultado de la evolución de las Ciencias de la Administración, a partir de los estudios de Frederick Winslow Taylor y Henri Fayol (principios siglo XX) y del estudio científico del trabajo de distintas disciplinas.
Estudia el individuo en las organizaciones.
La Segunda Guerra Mundial propició un interés renovado en la mejora de las pruebas: la necesidad de reclutas capaces para nuevos empleos militares tecnológicamente avanzados, la creación de centros de entrenamiento, la preocupación por el rendimiento de los trabajadores de la industria militar y servicios de inteligencia militar, en definitiva, la creación de muchos puestos de trabajo para los que se necesitaba una selección de los aspirantes condujo a un auge en la investigación de la psicología organizacional.
Sin embargo, cuando la guerra terminó y los soldados tuvieron que regresar a trabajar, el malestar laboral aumentó y también el número de huelgas y paros laborales autorizados y no autorizados por los sindicatos y trabajadores. Esto causó dentro de la gestión una preocupación por encuestas de trabajo y GD una actitud de interés en el campo laboral.
A mediados de 1960 marca una línea de demarcación entre el pensamiento "clásico" y "moderno". Durante este período, cambió el nombre de psicología industrial a la psicología industrial y organizacional. Durante los períodos anteriores se habían dirigido al comportamiento del trabajo desde la perspectiva individual, examen de rendimiento y actitudes de los trabajadores individuales pese al comportamiento del grupo en el lugar de trabajo.
Si bien la psicología organizacional, empezó desde el auge de la era industrial norteamericana, es importante tener en cuenta que hay una psicología organizacional de la economía primaria (agrícola, minera, pecuaria, etc.), secundaria (artesanal, industrial, etc.) y terciaria (servicios, finanzas, digital, etc.).

## Estructuras organizacionales
Una de las cuestiones más importantes de la psicología organizacional tiene que ver con los distintos tipos de estructuras. Para Henry Mintzberg la estructura significa la forma de dividir y repartir las tareas y los mecanismos de coordinación de ellas mismas. Hoy en día se considera que las estructuras más comunes se pueden dividir en las estructuras tradicionales y las nuevas estructuras, que se varían según las dimensiones de la estructura. Peiró señala que las tres dimensiones principales son la diferenciación vertical y horizontal y la formalización. La formalización es el grado en que las normas están por escrito en la organización. Una dimensión importante que podemos añadir es la centralización, que hace referencia a la toma de decisión y a la distribución del poder dentro de la organización.

## Temas en la psicología organizacional del empleo

### Análisis del empleo
El análisis del empleo tiene algunos métodos diferentes, pero implica principalmente la recogida sistemática de información acerca de un trabajo. Esto conlleva a un proceso de reflexión histórica del trabajo desde la evolución del ser humano. El análisis de trabajo orientado a la tarea, implica un examen de los deberes, tareas, y/o competencias requeridas por un trabajo, mientras que un análisis de trabajo orientado al trabajador, implica un examen de los conocimientos, destrezas, habilidades y otras características (KSAOs) necesario para realizar con éxito el trabajo. La información de análisis del trabajo se utiliza para muchos propósitos, incluyendo la creación de procedimientos de trabajo relevante de legislación y estatutos organizacionales, análisis de planes estratégicos, diseño de la estructura organizacional, reclutamiento y selección de personal, evaluaciones de desempeño, estudios de la cultura y el clima laboral, la calidad de vida de los trabajadores, sistemas de compensación y los criterios, o los programas de capacitación. Cuestionario de análisis de posición es un análisis particular que se utilizan para determinar las características de un individuo en el trabajo y los relaciona con características humanas.

### Legislación y normativa organizacional
La psicología organizacional implica investigar, estudiar y analizar las leyes, estatutos, normas y reglamentos de una organización, así como también los sistemas de gerencia y planificación de la misma. En base a ello, se podrá generar un diseño de la división o el modelo del trabajo acorde a las necesidades de una organización.

### Reclutamiento y selección de personal
Las personas que ejercen la psicología del trabajo y las organizaciones suelen trabajar con especialistas en recursos humanos para diseñar (a) los procesos de reclutamiento y (b) los sistemas de selección de personal. Contratación de personal es el proceso de identificación de candidatos calificados en la fuerza de trabajo y conseguir que soliciten puestos de trabajo dentro de una organización. Procesos de selección de personal incluyen el desarrollo de las ofertas de empleo, la colocación de anuncios, definiendo las cualificaciones clave para los solicitantes, y descartar a los solicitantes calificados.
Selección de personal es el proceso sistemático de la contratación y promoción del personal. Los sistemas de selección de personal emplean prácticas basadas en la evidencia para determinar los candidatos más calificados. La selección del personal implica tanto a el recién contratado como a las personas que puedan ser promovidas desde dentro de la organización. Las herramientas de selección más comunes incluyen pruebas de habilidad (e.g., cognitivas, físicas, or psico-motor), pruebas de conocimiento, pruebas de personalidad, entrevistas estructuradas, la recogida sistemática de datos biográficos, y muestras de trabajo. Psicólogos I-O deben evaluar las pruebas en relación con el grado en que las herramientas de selección predicen el desempeño laboral, la evidencia que apoya sobre la validez de las herramientas de selección.
Los procedimientos de selección de personal suelen ser validados, es decir, que se muestra a ser el trabajo pertinente, utilizando uno o más de los siguientes tipos de validez: validez de contenido, validez de constructo, y/o validez relacionada con criterio. Psicólogos I-O se adhieren a las normas profesionales, como Sociedad de Psicología Industrial y Organizacional (SIOP) Principios para la validación y aplicación de los procedimientos de selección de personal y los Normas para la Educación y pruebas psicológicas. The Comisión de Igualdad de Oportunidades en el Empleo Uniform Guidelines también son influyentes en la orientación de la selección de personal a pesar de que han sido criticados como obsoletos en comparación con el estado actual del conocimiento en I-O psicología.
Psicólogos I-O no sólo ayudan en la selección y evaluación de personal para puestos de trabajo, sino que también ayudan en la selección de los estudiantes para el ingreso a los colegios, universidades y escuelas de posgrado y profesionales, así como la evaluación de los logros de los estudiantes, la aptitud de los estudiantes, y el desempeño de los maestros y escuelas. Cada vez más, los psicólogos I-S están trabajando para la evaluación educativa y las organizaciones de evaluación y divisiones.
Un meta-análisis de los métodos de selección de la psicología personal encontró que habilidad mental general fue el mejor predictor global del rendimiento en el trabajo y el rendimiento de formación.

### La evaluación del desempeño/gestión
La valoración del desempeño evaluación del desempeño es el proceso de medición de comportamientos en el trabajo de un grupo o de un individuo y los resultados contra las expectativas del trabajo. La evaluación del desempeño se utiliza con frecuencia en las decisiones de promoción y compensación, para ayudar a diseñar y validar los procedimientos de selección de personal, y para la gestión del rendimiento. La gestión del rendimiento es el proceso de proporcionar retroalimentación sobre el desempeño en relación con las expectativas e información de mejora (e.g., coaching, mentoring). La gestión del rendimiento también puede incluir la documentación y el seguimiento de la información de desempeño para fines de evaluación a nivel organizacional.
Un psicólogo I-O utiliza la información del análisis de trabajo para determinar las dimensiones de desempeño de un trabajo, y luego construir una escala de clasificación para describir cada nivel de rendimiento para el trabajo. A menudo, el psicólogo I-O será responsable de la formación del personal de la organización cómo utilizar el instrumento de evaluación del desempeño, incluyendo formas de minimizar el sesgo cuando se utiliza la escala de calificación, y cómo proporcionar retroalimentación sobre el desempeño eficaz. Además, el psicólogo I-O puede consultar con la organización en que formas puede utilizar la información de evaluación del desempeño para las iniciativas de gestión del rendimiento más amplio.

## Modelo de preferencias cerebrales
El  instrumento de preferencias cerebrales de Herrmann  (HBDI) es un sistema para medir y describir las preferencias del pensamiento, fue desarrollada por el líder de gestión educativa William "Ned" Herrmann en instalaciones de General Electric en Crotonville como una manera de seleccionar tareas específicas al personal. Es un tipo de medición cognitiva y a menudo comparado con otras evaluaciones psicológicas como la Myers-Briggs, Cuestionario de orientación aprendizaje, evaluación DISC, y otros.
En su modelo, Herrmann identifica cuatro modos diferentes de pensar:
- A. Analítico

Palabras clave: auditiva, lógica, objetiva, crítica, técnica y cuantitativa.
Actividades preferidas: recoger datos, análisis, comprensión de cómo funcionan las cosas, juzgando ideas basadas en hechos, criterios y razonamientos lógicos.
- B. Secuencial

Palabras clave: depósito, estructurado, organizado, complejidad o detallada, planeado.
Actividades preferidas: siguiendo las indicaciones, orientado al detalle para resolver el problema de trabajo, paso a paso, organización e implementación.
- C. Interpersonales pensamiento

Palabras clave: kinestésica, emocional, espiritual, sensorial, sensación.
Actividades preferidas: escuchar y expresar ideas, buscando significado personal, sensorial y la interacción del grupo.
- D. Pensamiento imaginativo

Palabras clave: Visual, holístico, intuitivo, innovador y conceptual.
Actividades preferidas: ver el panorama, tomar iniciativa, desafiando las suposiciones, efectos visuales, pensamiento metafórico, resolución creativa de problemas, largo plazo pensando.
Su teoría se basaba en las teorías de la modular de las funciones cognitivas, incluyendo especializaciones bien documentadas en la corteza cerebral del cerebro límbico y la investigación en el cerebro izquierdo-derecho de lateralización por Roger Wolcott Sperry, Robert Ornstein, Henry Mintzberg y Michael Gazzaniga. estas teorías fueron desarrollándose para reflejar una metáfora de cómo los individuos piensan y aprenden.
Herrmann también acuñó el concepto de  cerebro pensamiento total  como una descripción de la flexibilidad en el uso de estilos de pensamiento que uno puede cultivar en individuos o en organizaciones permitiendo el uso de todos los cuatro estilos de pensamiento para realizar una tarea.
El formato del instrumento es una prueba en línea de 120 preguntas, que pretende determinar cuál de los cuatro estilos del modelo de pensamiento es dominante. Donde más de un estilo puede ser dominante a la vez en este modelo.